# Cenobalà
Un cenobalà és un ésser mitològic propi de la mitologia catalana, una mena de follet que cavalca en grup damunt de glans amb ales i que pot convertir una clofolla de gla en una casa.